# Vils (přítok Náby)
Vils je pravostranný přítok řeky Náby ve spolkové zemi Bavorsko v Německu. Řeka pramení asi 6 km severozápadně od města Hirschau a protéká městy: Vilseck, Amberg a Schmidmühlen. Řeka se vlévá zprava do řeky Náby u obce Kallmünz. Délka řeky je 87,4 km. Plocha povodí činí 1238,74 km².

## Geografie

### Pramen
Vils vyvěrá v nadmořské výšce přibližně 453 metrů v Kleinschönbrunnu v městysi Freihung v okrese Amberg-Sulzbach z akumulační vrstvy na bázi vápencových sedimentů Horní Jury. Jde o takzvaný vrstevnatý pramen. Výtok pramene je poměrně stálý a činí 11 litrů za sekundu.

### Tok řeky
Prvních zhruba pět kilometrů teče zpočátku severoseverovýchodním směrem k Freihungu. Na jihozápadním okraji města se prudce stáčí na západ a protíná hustě zalesněnou krajinu s pohořím Forstlohe na jihu a vojenským výcvikovým prostorem Grafenwöhr na severu a přechází do katastru města Vilseck.
Tam se stáčí k jihu až jihovýchodu a poté protéká čtvrtěmi městyse Hahnbach a obce Poppenricht. Na svém středním toku Vils protéká okresním městem Amberg. Jedná se o největší sídlo na jeho březích. Pokračuje v ustáleném směru a protéká katastry i centry obcí Kümmersbruck a Ensdorf.
Po vstupu do katastru Markt Rieden pokračuje zhruba jižním směrem a v Markt Schmidmühlen přibírá zprava téměř 35 km dlouhý potok Lauterach, nejdelší přítok řeky Vils. Na zbývajícím dolním toku hraničí zprava s vojenským výcvikovým prostorem Hohenfels v okrese Neumarkt in der Oberpfalz a naproti němu s městem Burglengenfeld v okrese Schwandorf. Poté vstupuje do katastru městyse Kallmünz v okrese Regensburg a v centru obce se vlévá zprava do dolního toku Náby v nadmořské výšce přibližně 338 m.
Tok řeky Vils vznikl během doby ledové ze tří dalších řek. V oblasti Vilsecker Mulde tekl Vils východním směrem a původně se vléval do Haidenaab. Průlom u Gumpenhofu byl vytvořen ustupujícím tokem. Ten odklonil proud Vilsu směrem na jih do povodí Hahnbachu. Druhý předchůdce Vilsu pramenil v oblasti kolem Röckenrichtu. Protékal povodím Hahnbachu jihovýchodním směrem kolem hory Mariahilfberg po pravé straně a dále přes Freihölser Senke do Náby. Dnešní dolní tok Vilsu býval přítokem Lauterachu. Údolí Köferinger a Mühlwalder na severovýchodním okraji Hirschwaldu jsou pozůstatkem horního toku tohoto dnes již vyschlého přítoku Lauterachu. Teprve poté, co předchůdce Vilsu vytvořil nové prameniště z Hahnbacher Backen západně od Mariahilfbergu a severní přítok Lauterachu byl zaústěn, spojily se oba říční systémy v dnešní Vils.
Vils v délce 87,4 km sestupuje na svém toku přibližně 115 výškových metrů, což odpovídá průměrnému sklonu koryta 1,3 ‰.

### Povodí
Orografické povodí řeky Vils o celkové rozloze 1239 km² zahrnuje severní část Franské Jury, která patří do vládního obvodu Horní Falc. Patří sem také zkrasovělé plošiny se suchými údolími bez povrchového odtoku nebo jen s občasným povrchovým odtokem.

### Přítoky
Seznam vybraných přímých přítoků od pramene k ústí. S délkou vodního toku, plochou povodí a nadmořskou výškou. 
- Ringelmühlbach, zprava a z východu na jihovýchod v nadmořské výšce asi 404 m pod Freihung-Hämmerleinsmühle, 8,0 km a 15,3 km².
- Frankenohe, zprava a severozápadně v nadmořské výšce přibližně 399 m n. m. nad cestou Vilseck-Triebweg, 18,6 km a 44,9 km².
- Wiesenlohbach, zprava a západně v nadmořské výšce cca 395 m n. m. naproti Vilseck-Frauenbrunn, na celé trati s různými pojmenovanými úseky od Oberer Brunnen u Königsteinu 16,1 km a 67,3 km².
- Schmalnohebach, zprava a západojihozápadně v nadmořské výšce cca 395 m n. m. u Vilseck-Frauenbrunnu, s levým horním tokem Krummbach 11,3 km a 35,4 km².
- Eberhardsbühler Bach, zprava a západně ve výšce asi 387 m n. m. naproti Hahnbach-Irlbach, s pravým horním tokem Schafbach 7,5 km a 13,6 km².
- Kainzbach, zleva a východoseverovýchodně v nadmořské výšce kolem 385 m n. m. u obce Hahnbach-Süß, 6,6 km a 12,2 km².
- Furthbach, zprava a západoseverozápadně v nadmořské výšce cca 384 m n. m. k Hahnbach-Süß, s levým horním tokem Leherbach 6,1 km a 13,3 km².
- Rosenbach, zprava a západoseverozápadně v nadmořské výšce cca 376 m n. m. u obce Poppenricht-Altmannshof, na odbočce Klafferbach → Erlbach → Rosenbach 15,0 km a 76,1 km².
- Gebenbach, zleva a severoseverovýchodně v nadmořské výšce cca 374 m n. m. u obce Amberg-Schweighof, 11,0 km a 30,3 km².
- Ammerbach, zprava a západně v nadmořské výšce kolem 372 m n. m. u Ambergu, 17,0 km a 75,0 km².
- Krumbach, zleva a severoseverovýchodně v nadmořské výšce kolem 369 m naproti Kümmersbrucku-Haselmühlu, 15,2 km a 33,3 km².
- Elsenbach, zleva a celkově na východě v nadmořské výšce kolem 366 m n. m. před Ensdorf-Wolfsbach, 9,3 km a 30,7 km²
- Lauterach, zprava a severozápadně v nadmořské výšce přibližně 353 m n. m. v oblasti Schmidmühlen, 35,0 km a 327,2 km².
- Forellenbach, zprava a severozápadně v nadmořské výšce přibližně 344 m n. m. v Kallmünz-Rohrbach, 13,3 km a 123,8 km².

### Charakter říčního údolí
Údolí řeky Vils utváří krajinu a hospodářství okresu Amberg-Sulzbach. V severní části leží koryto řeky v širokých údolích Vilsecker a Hahnbacher Mulde, od Ambergu dále si Vils vyhloubil hluboké údolí do jurské skály.

## Historie
Některá městečka a vesnice na břehu řeky Vils mají více než tisíciletou historii. Mnohé hrady, kláštery a kostely dokládají umělecké a kulturně-historické bohatství regionu.
Ve středověku měla řeka Vils velký význam jako dopravní cesta pro výrobky ze železa vyráběné v Horní Falci. Pro splavnění byly vybudovány četné jezy. Železné výrobky se přepravovaly z Ambergu do Řezna po takzvaných Vils Plätten. Cílem cesty byl dunajský přístav v Amberg Stadel nad Kamenným mostem v Řezně. Na zpáteční cestu se nakládala především sůl. V roce 1996 byly pro Státní zahradnickou výstavu v Ambergu tyto lodě  podle starých dokumentů zrekonstruovány a používány k exkurzím.

## Renaturalizace
Vils je dobrým příkladem renaturalizačních opatření. Řeka se na dlouhých úsecích vrací do svého původního koryta a meandruje říčním údolím v Hornofalcké Juře. Jezy slouží k výrobě energie a jsou vybaveny tzv. rybími žebříky, které zprůchodňují tok řeky pro ryby.

## Využití řeky pro dopravu a turismus
Po řece Vils vede vyznačená vodácká stezka.
Podél řeky Vils je vyznačena část okružní cyklotrasy Fünf-Flüsse-Radweg. Při příjezdu ze Sulzbachu-Rosenbergu se trasa dostává k řece v Ambergu u mostu Erzbergbrücke a sleduje ji až k ústí.
Turistická stezka údolím Vils měří 90 kilometrů od pramene v Kleinschönbrunnu do Kallmünzu.
Údolí řeky Vils bylo využito k výstavbě železniční infrastruktury: Mezi Freihungem a Schönlindem vede železniční trať Neukirchen-Weiden a z Altmannshofu do Ambergu v údolí Vils vede železniční trať Norimberk-Irrenlohe. Odtud do Schmidmühlenu vedla železniční trať Amberg-Schmidmühlen, známá také jako Vilstalbahn.